# Volcán Turrialba
El volcán Turrialba es un estratovolcán complejo activo de Costa Rica, ubicado en el distrito de Santa Cruz, en el cantón de Turrialba, provincia de Cartago, a 24 km de la ciudad del mismo nombre. Es el más oriental de los volcanes de la cordillera Volcánica Central, y da nombre al parque nacional que le envuelve, el parque nacional Volcán Turrialba. Con su cumbre situada a 3340 m s. n. m., es el segundo volcán más alto de Costa Rica, superado solo por el Volcán Irazú (3432 m s. n. m.). Su área consta de aproximadamente 500 km².
El Turrialba es uno de los volcanes más activos de Costa Rica. Su último ciclo eruptivo inició en octubre de 2014, presentando la mayor actividad entre mayo y junio de 2016, incluyendo al menos tres erupciones estrombolianas en dicho periodo, la más reciente el 20 de mayo de 2016, cuya pluma alcanzó los 3.000 m sobre el nivel del cráter, así como numerosas erupciones freáticas alternadas con episodios de calma. El 22 de septiembre de 2016 registró la erupción más potente que haya experimentado en los últimos 20 años.
En las faldas del volcán se encuentra el Monumento Nacional Guayabo, el yacimiento arqueológico más importante del país, e importante sitio ceremonial durante la época precolombina. La presencia del hombre en la región del Turrialba parece remontarse al menos a 10 000 años. En la actualidad, la zona de Turrialba es de gran importancia para la actividad agropecuaria en Costa Rica, debido a la riqueza de los suelos, lo que la hace apta para el cultivo de todo tipo de hortalizas, así como para la ganadería de producción de leche y sus derivados, por los abundantes pastizales. Es además una de las zonas de conservación natural destacadas del país, por la belleza del paisaje y la abundancia de recursos naturales.

## Toponimia

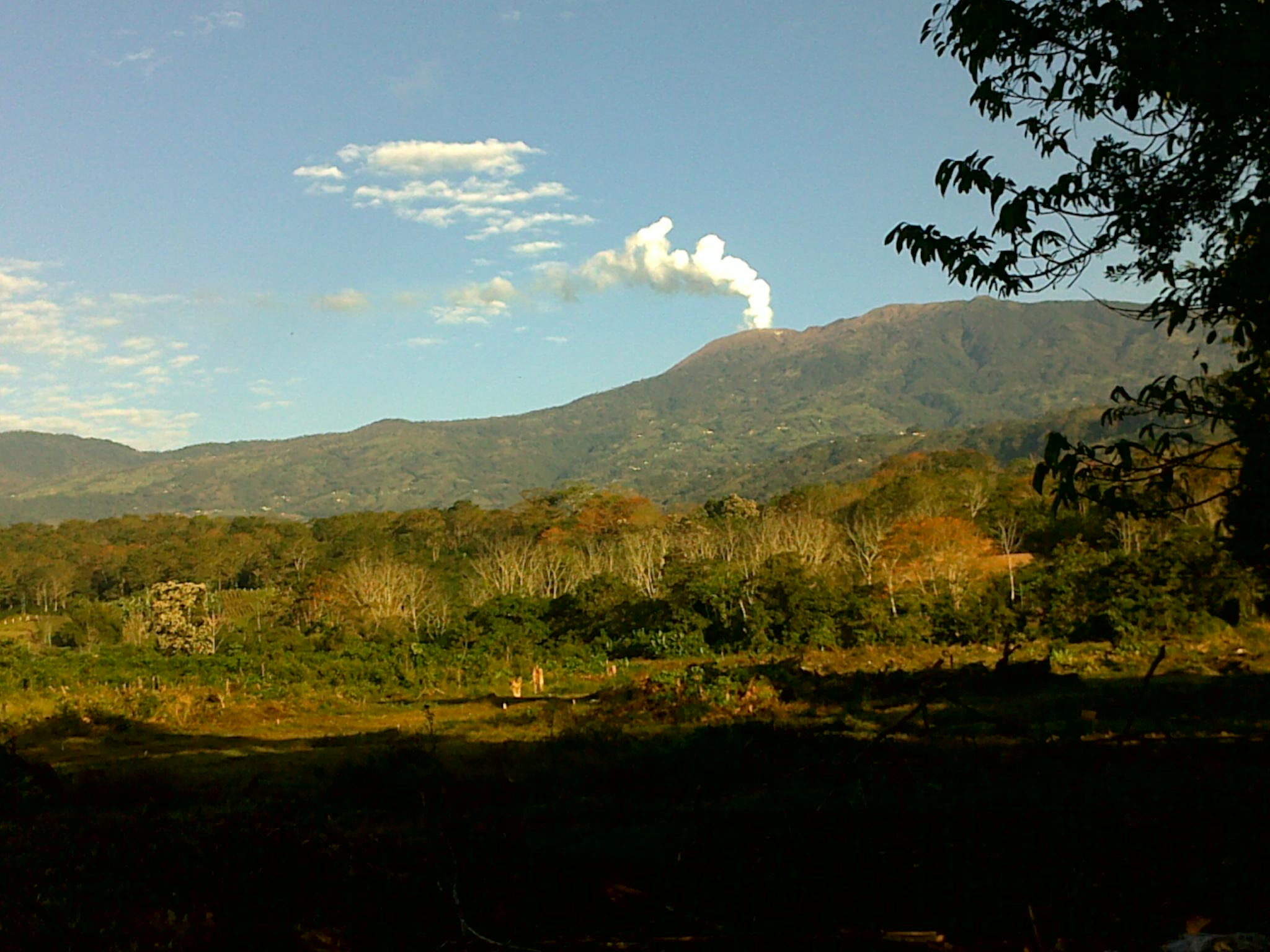
Columna de vapor visible en febrero del 2010.

El nombre del volcán Turrialba aparece escrito en documentos antiguos de diversas formas: Turiarba, Turrialva, Turriarva, Turi alba, Torralba, Torialba y Zuriarba. Una de las leyendas acerca del origen de su nombre, convierte a la palabra Turrialba en una derivación de "torre alba", nombre con que, según la leyenda, le dieron los españoles al observar la columna de humo blanco que emerge del cráter del volcán. Según el explorador alemán Alexander von Frantzius, la palabra Turrialba deriva del latín "turris alba", es decir, torre blanca.
No obstante, investigaciones etnohistóricas más recientes han determinado que el nombre es de origen indígena, posiblemente del idioma huetar. Según González, el prefijo Turru o Turu es frecuente en muchos vocablos en esta lengua: Turrúcares, Turrubares, etc, mientras que la terminación ral - posteriormente españolizada a ra - se halla en topónimos como Curriara, Mayara y Barra. Para el escritor y lingüista Carlos Gagini, la primera mención del nombre Turrialba data de 1569, escrito Turrialva o Turiarba, y en 1608 como Zurriarba. Para Gagini, la etimología proviene de azteca tullin, junco o tule, que los huetares pronunciaban turin, o bien, de una palabra compuesta del idioma tarasco, turiri, fuego, y aban, río, es decir, río de fuego, posiblemente en alusión a coladas de lava. Para Sandner, la palabra original era Turriarva.
Otra hipótesis plantea que la palabra de no es de origen huetar, sino que proviene del idioma cabécar, específicamente de una palabra con el sufijo batá, que en dicho idioma se utiliza para señalar condiciones extremas o últimas, haciendo alusión a que, de noroeste a sureste, el volcán Turrialba es el último de los grandes volcanes activos de la Cordillera Volcánica Central.
En otros documentos, la montaña ha sido llamada con otros nombres. Tristán menciona que en un documento de 1820, se le da el nombre de Pan de Suerre, en alusión al término Suerre, antigua civilización de la costa caribeña de Costa Rica, y nombre indígena del río Reventazón. Suerre también fue el nombre que, en la época precolombina, se les dio al conjunto montañoso del volcán Irazú y el Turrialba, así como Cuerizú fue el nombre precolombino del volcán Poás y el cerro Guararí, cono secundario del volcán Barva.

## Aspectos físicos

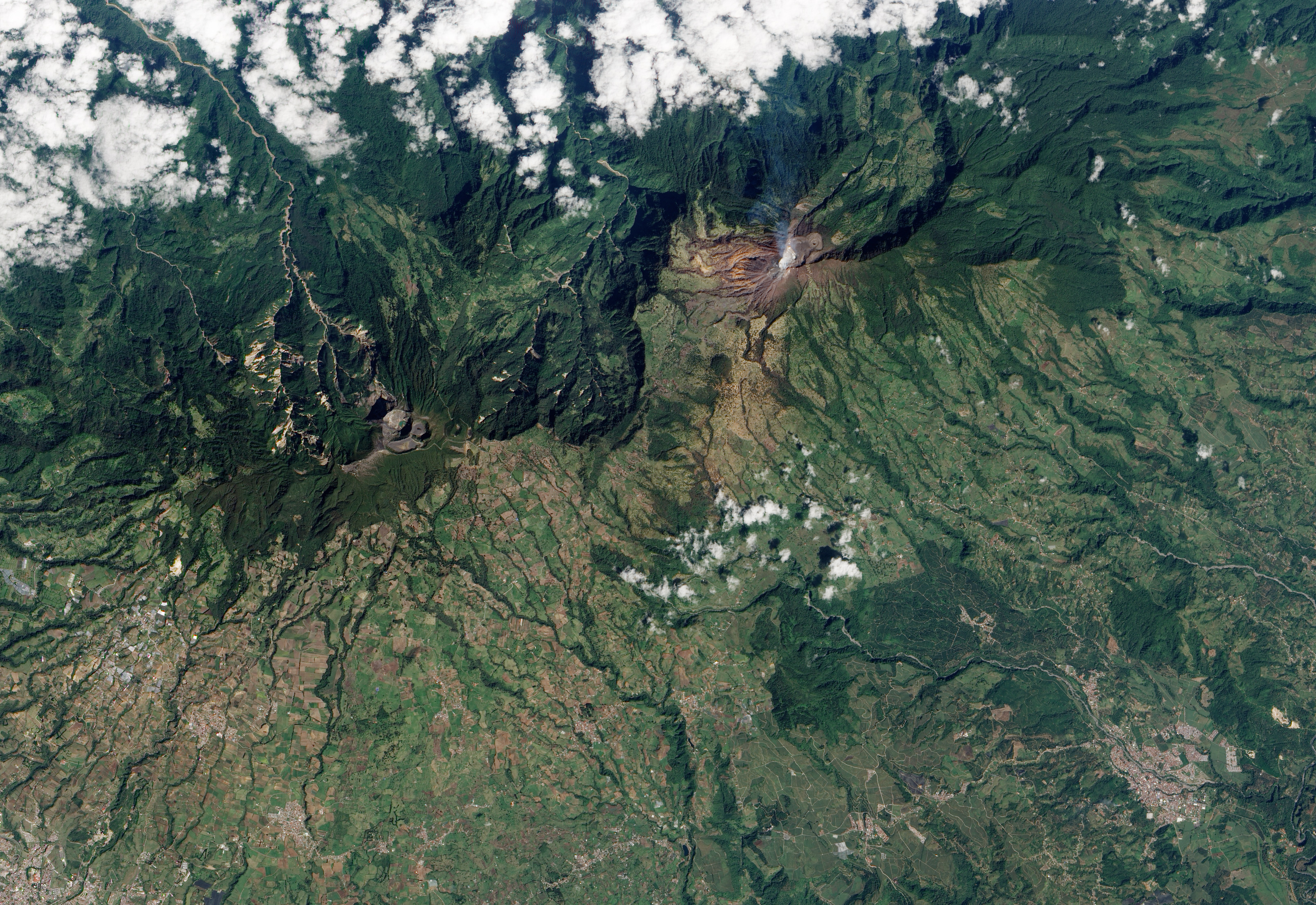
Vista satelital del volcán Turrialba.

El volcán comparte la misma base del volcán Irazú, por lo que son llamados volcanes gemelos. El macizo posee laderas escarpadas en el sector norte mientras que en el sector sur predominan pendientes moderadas. El Turrialba sobreyace encima de la Cuenca de Limón: las formaciones geológicas, de inferior a superior, son rocas sedimentarias marinas (4-5 millones de años), conglomerados y basaltos alcalinos pliocenos (5 millones), andesitas ácidas (2.15 millones de años), y finalmente el edificio del Turrialba, de 1900 m de altura sobre la base.
El macizo del Turrialba está formado por conos compuestos localizados al suroeste del cono actual. Este último está constituido por lavas y flujos piroclásticos, agrupados en 14 unidades geológicas. Debido a la presencia de fracturas corticales profundas, el volcán Turrialba se encuentra ubicado al noreste del Irazú, fuera del alineamiento general de la Cordillera Volcánica Central.
La cima del Turrialba está cortada por fallas. Una o varias avalanchas cratéricas formaron un anfiteatro o caldera en el flanco noreste del cono, limitado por estas fallas. El cráter actual tiene tres cráteres bien definidos alineados de noreste a suroeste: el central (700 m de diámetro), que posee una pequeña laguna de 8 m de diámetro producto de las lluvias, el este (800 m de diámetro), sobre el cual se puede caminar y posee una pequeña laguna que se evapora con facilidad, y el oeste (600 m de diámetro), que es el cráter activo. El acceso a este último está prohibido a los visitantes, ya que el sendero que conduce hasta el lugar está muy deteriorado. El cráter principal presenta hasta tres cavidades separadas por donde emanan los gases y el material volcánico. Además, presenta otros dos cráteres, uno parcialmente sepultado y otro colapsado, y tiene pequeñas bocas intracratéricas. Tras el inicio del ciclo eruptivo 2014-2016, el volcán Turrialba ha experimentado algunos cambios en su cima, sobre todo producidos por acumulación de material. En la pared oeste, se formó un alineamiento de fumarolas. La actividad eruptiva del ciclo 2014-2017 incluyó el ascenso progresivo de magma. Tras el inicio del ciclo eruptivo de 2014-2017, vulcanólogos costarricenses lograron determinar mediante el uso de un dron, que el cráter principal del Turrialba presenta una profundidad de 126 m. El 4 de julio de 2017 se reportó la formación de un lago de lava en el interior del cráter principal activo.
Petrográficamente, las lavas del volcán está constituidas por dacitas, andesitas piroxénicas, andesitas basálticas y basaltos.

## Actividad

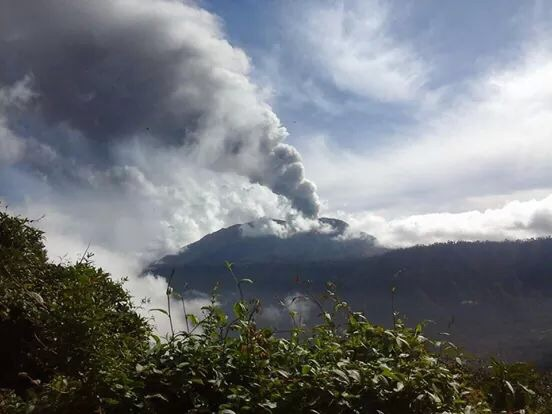
Erupción del Turrialba en octubre del 2014.

El volcán Turrialba ha tenido al menos 6 eventos explosivos de importancia en los últimos 3500 años. Estos eventos se registraron en 1500 a. C., 1420 a. C., 800 a. C., 50 d. C., 650 d. C. y 1864-1866.
El ciclo eruptivo de septiembre de 1864-marzo de 1866 tuvo erupciones con características freatomagmáticas y estromboliana. Previo a esta actividad, solamente se registraron fumarolas en el cráter central, distinguibles desde el Valle Central. Estas manifestaciones fumarólicas se mantuvieron como única muestra de actividad hasta 1995. A partir de marzo de 1996 la actividad solfatárica y sísmica del Turrialba registró altibajos, intensificándose a partir del 2003.
Desde el año 2007 se incrementó su actividad fumarólica, siendo visible desde todos sus alrededores y calcinando la vegetación de su flanco noroeste debido a la lluvia ácida, en el 2009 tras algunos terremotos mayores como el de Cinchona ha creado una mayor actividad con columnas de vapor de varios kilómetros de alto y cientos de metros de ancho con una posible erupción freática cercana.
El 5 de enero de 2010 el volcán Turrialba produjo una erupción de materiales finos, formando un nuevo cráter y arrojando sedimentos en un área que cubrió aproximadamente 3 kilómetros a la redonda, llegando a regiones tan alejadas del coloso como Desamparados y Aserrí, ambas en la provincia de San José, afectando a comunidades del cantón de Oreamuno, entre ellas San Pablo, San Gerardo y San Rafael, y obligando a unas 21 familias de la zona a ser evacuadas. Los materiales lanzados no alcanzaron mayor distancia debido a la presencia de lluvias ocasionadas por un frente frío que crea inestabilidad en la región, lo cual ayudó a la rápida precipitación de los mismos. Los expertos creyeron que esta erupción podría ser la antesala de una actividad mayor en el volcán.
El 21 de mayo de 2013 se registró una erupción de ceniza.

### Ciclo eruptivo 2014-2022

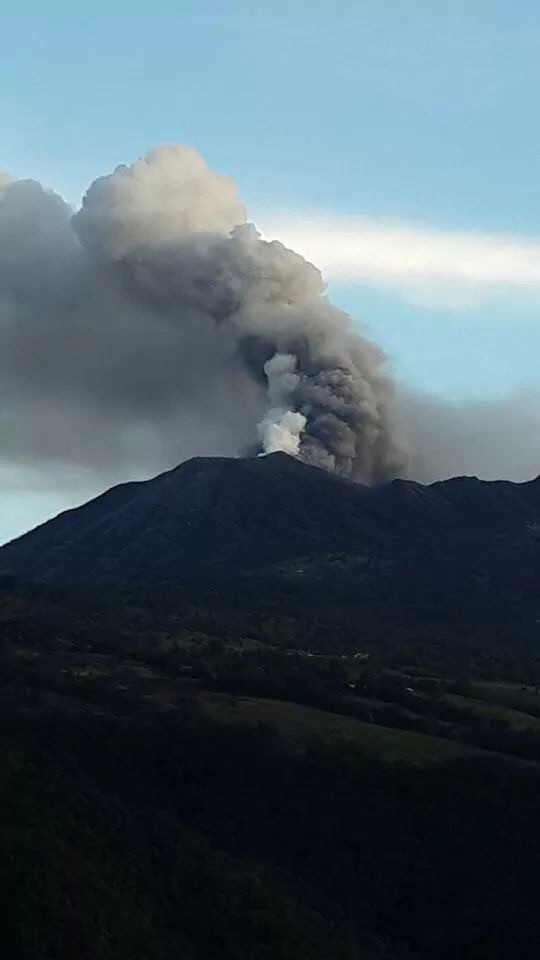
Erupción del Turrialba del 2014.

En octubre del 2014, el volcán protagonizó una gran erupción, con salida de ceniza y material fundido, lanzando bloques en forma de proyectiles.  Esta fue la mayor actividad registrada del Volcán Turrialba desde el año 1873 hasta ese momento.  Una de las paredes del cráter, al estar muy hidrotermalizada, se destruyó por la explosión, lo que causó que la morfología del cráter cambiara a forma de herradura. El 31 de octubre de 2014, el Observatorio Vulcanológico y Sismológico de Costa Rica confirmó que la erupción del volcán Turrialba ocurrida el 30 de octubre se trató de una erupción magmática, la primera en más de 100 años. El 1 de noviembre, el volcán emitió una fuerte explosión con caída de rocas y gran cantidad de ceniza, la cual llegó hasta la capital San José, ubicada a 50 km, mientras que la NASA informó la presencia de una columna de dióxido de azufre de 8 km de diámetro sobre el territorio nacional. El 8 de diciembre de 2014, tras un periodo en el que había venido disminuyendo su actividad, registró una nueva erupción de ceniza que llegó hasta la zona de Desamparados.
El jueves 12 de marzo de 2015 el volcán registró cuatro erupciones de consideración, expulsando cenizas que cubrieron gran parte de la Gran Área Metropolitana como Tres Ríos, Moravia, Tibás, Coronado y Heredia. La segunda erupción de ese día, acaecida a las 2:10 p. m. hora local, fue la más importante de este coloso desde 1996. El volcán expulsó una columna de ceniza que alcanzó los 1000 m de altura. Las cercanías del volcán fueron evacuadas y se ordenó el cierre de las vías de acceso en los sectores aledaños, activándose una alerta amarilla en los cantones de Turrialba y Alvarado, por parte de la Comisión Nacional de Emergencias. Los aeropuertos Juan Santamaría y Tobías Bolaños, los más importantes del Valle Central, fueron cerrados como consecuencia de la caída de la ceniza, suspendiéndose los vuelos programados y desviando las aeronaves en el aire hacia el Aeropuerto de Guanacaste en Liberia o a otros aeropuertos regionales.

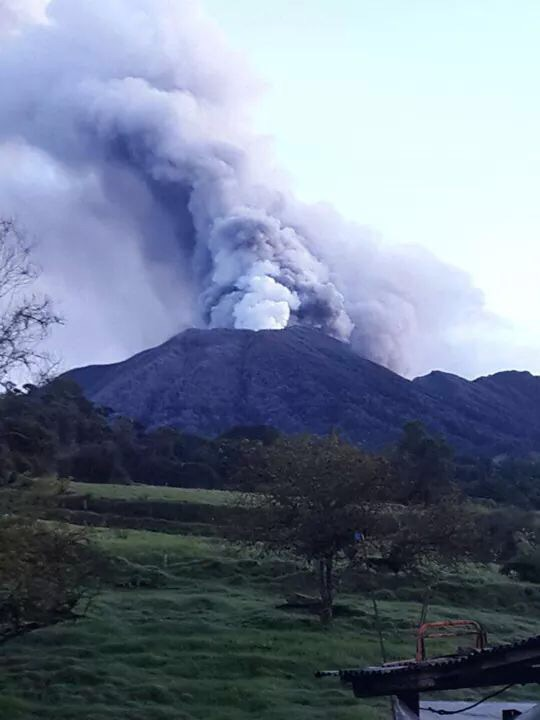
Erupción del Turrialba del 2014.

El 5 de abril de 2015, el Turrialba registró una fuerte erupción con expulsión de ceniza, la cual llegó hasta el Valle Central de Costa Rica, con reportes de caída de este material en las comunidades de Curridabat, Zapote, Desamparados, San Pedro y Tres Ríos. La columna de ceniza alcanzó los 500 m de altura. Esta erupción ha sido la más importante del coloso después de la última reportada el 12 de marzo, siendo la más importante desde que el volcán entró en actividad en 1996. Dos días después, el 7 de abril de 2015, una nueva erupción del coloso expulsó piedras incandescentes y ceniza que alcanzó una columna de 1.500 m de altura, reportándose la caída de cenizas hasta Quesada, ubicada a 81 km del volcán. Los días 23 y 24 de abril de 2014, el Turrialba presentó dos nuevas erupciones, formando la primera una columna de humo que se elevó hasta los 2.000 m de altura.
El 4 de mayo de 2015, registró una nueva e importante erupción de ceniza cuya columna se elevó hasta 2500 m de altura, asociada a tremor sísmico y lanzamiento de rocas de 3 a 4 kg de peso en un radio de 1 km del cráter activo. El OVSICORI calificó esta erupción como una de las más importantes desde el inicio de la actividad del volcán en octubre de 2014. El 31 de octubre de 2015 registró cuatro erupciones. Volvió a presentar una nueva erupción de ceniza el 1 de mayo de 2016, y otra el 5 de mayo de 2016. El 12 de mayo de 2016 registró una fuerte erupción con gran expulsión de ceniza que alcanzó varios cantones del Valle Central. El 16 de mayo se reportaron al menos cuatro erupciones de ceniza poco concentradas y constante actividad sísmica. El 18 de mayo de 2016 el volcán Turrialba experimentó un aumento de su sismicidad y comenzó a lanzar columnas continuas de ceniza que alcanzaron los 600 m de altura. La actividad del volcán continuó el 19 de mayo de 2016 con dos fuertes erupciones que arrojaron flujos piroclásticos.

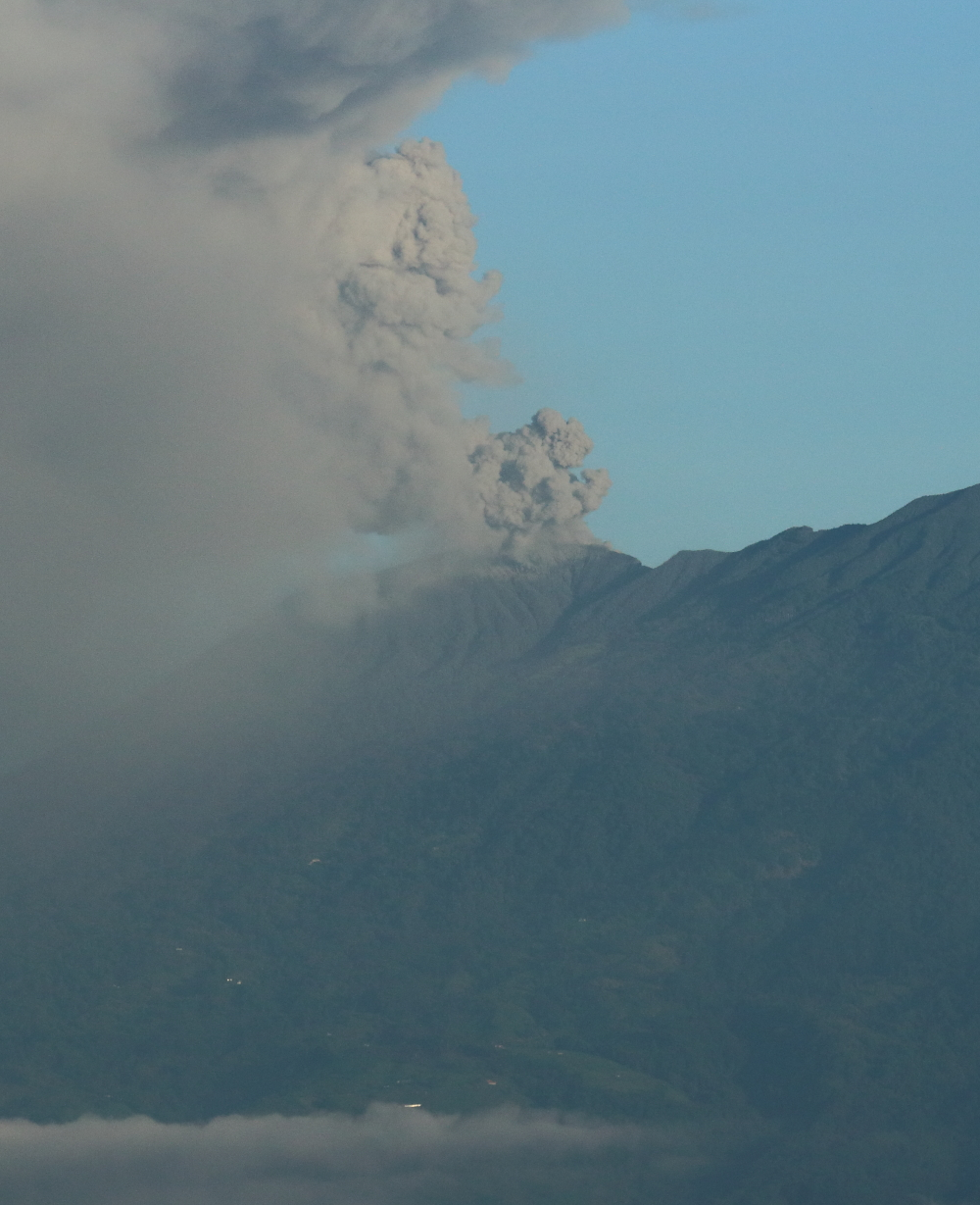
Erupción del volcán Turrialba el 2 de octubre de 2016.

El 20 de mayo de 2016, el volcán Turrialba realizó una erupción estromboliana, elevando una columna de ceniza de 3000 m de altura, expulsando cenizas, vapores, gases y rocas pequeñas. La erupción ha sido la tercera más importante desde que el volcán entró en actividad en 2014. Tras esta erupción, el Turrialba continúa expulsando gases, cenizas y material piroclástico hacia el resto del país, actividad que expertos de la Red Sismológica Nacional de Costa Rica consideraron continuará por meses, con altas probabilidades de que la actividad aumente en el futuro cercano. El 21 de mayo de 2016 se reportó una nueva erupción que produjo una columna de humo de 2500 m de altura, con caída de ceniza en poblaciones de Goicoechea, Coronado, Moravia, Oreamuno, Curridabat, Hatillo, Sabanilla, Alajuelita, Santa Ana, Pavas, Tibás, Santo Domingo, San Isidro, Belén y la Guácima. La noche del martes 24 de mayo de 2016, se registró una fuerte erupción que alcanzó los 3500 m de altura, la más alta desde que en abril se intensificó la acción eruptiva del volcán. El volcán emitió otra erupción el 25 de mayo de 2016, precedida de un temblor de 3.8 grados. La ceniza dañó los cultivos de comunidades cercanas. La última erupción de ceniza se reportó el 27 de mayo de 2016 a las 2 a. m., luego de lo cual el coloso entró en un periodo de relativa calma, con erupciones esporádicas de vapor de agua, dióxido de azufre y dióxido de carbono, además de baja actividad sísmica.
El 2 de junio de 2016, tras un periodo de calma de 5 días, el volcán Turrialba realizó una nueva erupción de ceniza, formando una columna de material que alcanzó los 1000 m de altura sobre el nivel del cráter, continuando con su actividad durante las horas subsiguientes con al menos tres erupciones más. Desde esta erupción, el volcán ha mantenido una actividad eruptiva continua, con erupciones importantes los días 3 y 4 de junio de 2016, alcanzando la pluma casi 2.000 metros de altura desde la base del cráter, lanzando la ceniza sobre la zona atlántica del país debido al cambio en la dirección de los vientos, asociando actividad sísmica de amplitud variable, con afectación del servicio eléctrico y la ganadería de producción de leche en zonas aledañas. Otra erupción se registró el 10 de junio de 2016, luego de lo cual el volcán entró en un periodo de calma, para posteriormente realizar una nueva erupción de ceniza el 16 de junio de 2016, formando una columna de gas y ceniza de 1.5 km sobre el nivel del cráter. El 19 de junio presentó un incremento de su actividad con dos nuevas erupciones. El 24 de junio, el volcán realizó una nueva erupción que alcanzó los 1000 m de altura sobre el nivel del cráter. Tras esto, tuvo un nuevo periodo de calma hasta presentar una nueva erupción el 7 de julio de 2016, que levantó una columna de ceniza de 1000 m de altura. El volcán Turrialba retomó su actividad el 22 de julio de 2016 con una erupción de gas y cenizas, y el 25 de julio registró dos nuevas erupciones, la primera de las cuales alcanzó los 3.000 m de altura.
Luego de un periodo de calma de casi tres semanas, el Turrialba registró un incremento de su actividad el 19 de septiembre de 2016, con al menos cinco erupciones, la mayor de 4.000 metros de altura, lanzando rocas incandescentes a más de 500 metros de altura. La nube de ceniza cubrió el Valle Central y llegó hasta Puntarenas. La actividad eruptiva del volcán tuvo repercusiones económicas y motivó el cierre del Aeropuerto Internacional Juan Santamaría. El 20 de septiembre de 2016 expulsó ceniza que alcanzó los tres mil metros. El 22 de septiembre registró la erupción más potente que se haya visto en los últimos 20 años, con una columna de ceniza que alcanzó los 2000 metros sobre el nivel del cráter, y una emanación constante de material, gases, ceniza, vapor y rocas incandescentes, que se prolongó por casi cuatro horas. A partir del 26 de septiembre, entró en un periodo de actividad eruptiva con pasiva y constante emanación de ceniza y gas, con columnas que alcanzaron los 2.000 m sobre el nivel del cráter. El volcán se mantuvo activo todo el mes de octubre con erupciones constantes de ceniza, vapor de agua y gases, registrándose erupciones importantes el 3 (día en que se reportó presencia de material incandescente, que el OVSICORI atribuyó a una luminosidad producida por gases y vapor de agua), el 17 y el 23. Desde esa fecha el Turrialba se ha mantenido en constante actividad, con una nueva erupción el 9 de noviembre de 2016, con constante emanación de gases, ceniza y vapor de agua durante diciembre de 2016.
Durante el año 2017 inició con erupciones el 27 de enero; luego, el 9 de febrero levantó una pluma de gases de 300 m sobre el nivel del cráter, durante la que se distinguió un resplandor rojizo de magma que emanaba del cráter, muy cerca de la superficie. Posteriormente, la madrugada del 13 de febrero, realizó tres erupciones más de 1000 m de altura, en dos de las cuales hubo salida de bloques incandescentes. El 27 de marzo de 2017, tras seis semanas de calma, el volcán volvió a presentar erupciones esporádicas de baja intensidad. El 2 de abril de 2017 emitió una erupción que generó una pluma de 500 m, con emanación de ceniza, que obligó a suspender algunos vuelos del Aeropuerto Internacional Juan Santamaría.
El 17 de abril de 2017 expulsó una columna de ceniza que alcanzó los 500 m de altura. Luego de esta erupción, el volcán mantuvo una actividad exhalativa continua de desgasificación con salidas de gases y aerosoles. El 8 de mayo, presentó una importante erupción que arrojó material incandescente. El 27 de mayo lanzó rocas cerca del cráter, con una columna de gases que se elevó 500 metros sobre el nivel del cráter. El 16 de junio registró una erupción con emanación de ceniza que alzó una pluma de 500 m de altura sobre el nivel de cráter. Registró una nueva erupción de gases y ceniza, con una pluma de 3 km de altura, el día 10 de julio de 2017. Durante el mes de agosto, el volcán Turrialba presentó erupciones activas el 7 y 9 de agosto. El 28 de septiembre realizó una erupción de 1000 m de altura sobre el nivel del cráter. El volcán también registró erupciones el 20 y el 31 de octubre.
El volcán Turrialba volvió a presentar actividad eruptiva los días 8, 9 y 15 de enero de 2018. El lunes 23 de julio de 2018 el volcán Turrialba entró en un período eruptivo leve, la cual continuó hasta el mes de agosto. La actividad eruptiva se ha caracterizado por exhalaciones esporádicas; con una columna de material muy baja y con un contenido de ceniza diluido. En algunas localidades del Valle Central reportaron caídas de ceniza como en Coronado, Tibás, Moravia, entre otros sitios; y se percibió un olor a azufre en el noreste de la capital. Los días 5 y 15 de octubre de 2018, el volcán registró dos nuevas erupciones. El 23 y 24 de noviembre de 2018 lanzó rocas alrededor del cráter.
El Turrialba inició el ciclo eruptivo del año 2019 con una erupción el 1 de febrero, que registró una columna de 1500 m de altura. Luego de eso ha presentado constante emanación pasiva de gases. La última erupción activa con expulsión de ceniza del año 2021 se reportó el 28 de diciembre.
El 18 de enero de 2022 a las 9:27 p. m. el volcán registró una erupción  de ceniza que afectó a todo el Valle Central, la columna alcanzó los 1,000 metros sobre el nivel del cráter y según expertos la erupción fue la más importante que ha tenido el Turrialba en los últimos 4 años

## Recursos naturales

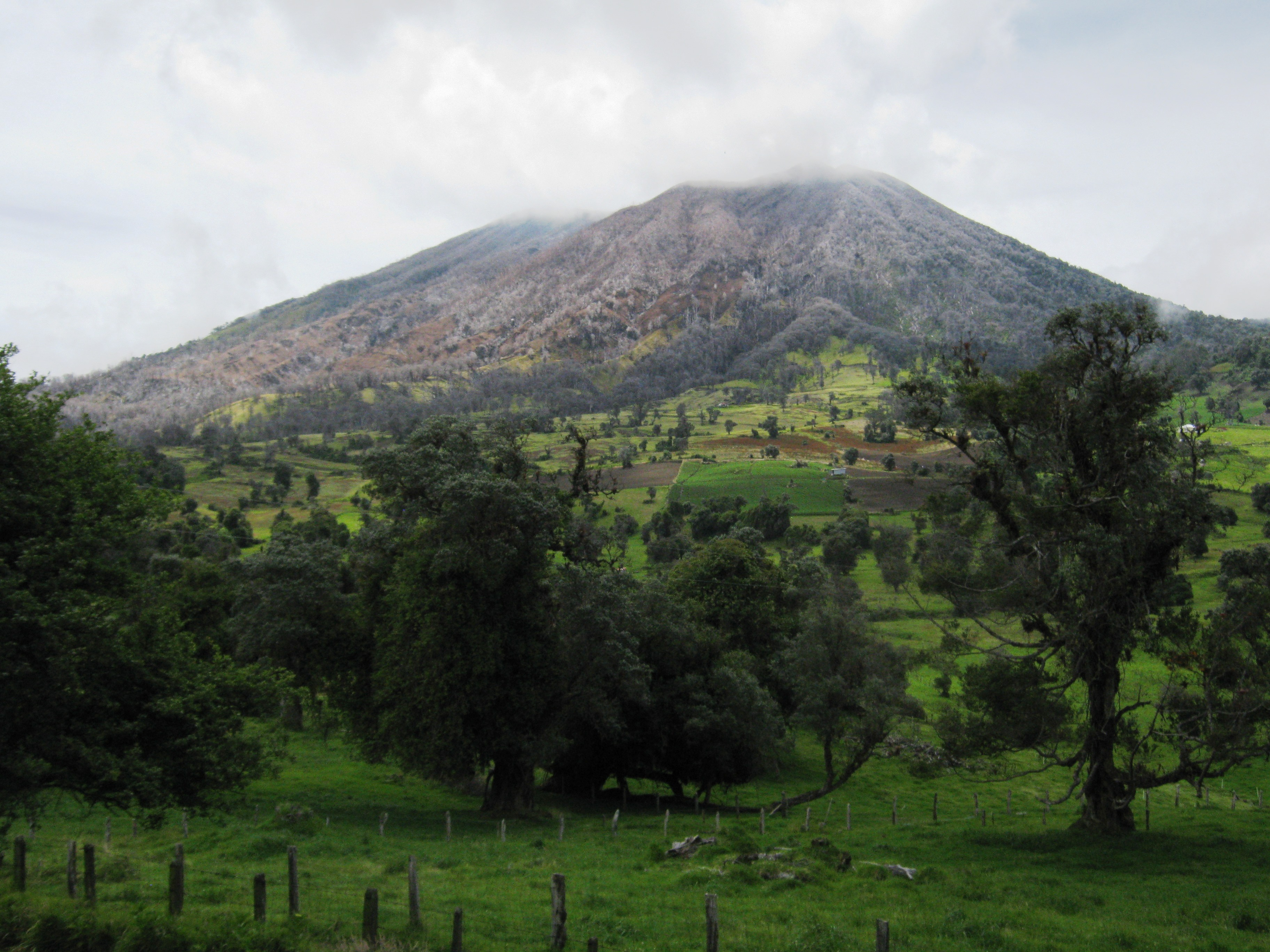
Ladera oeste del Turrialba, con vegetación dañada por lluvia ácida.

En los costados del coloso impera un bosque nuboso tropical, traspasado en algunos sitios por fincas lecheras y agrícolas, y entre ellas se encuentra la naciente del río Turrialba, principal río de la zona del mismo nombre, el cual posee una gran cascada de casi 100 metros de altura visible un poco antes del puente de este río, desde el centro del pueblo, a la altura de Santa Rosa y desde La gloria, en Juan Viñas en el sitio por donde la carretera pasa cerca de una gran depresión rellena de potreros y ganado.
En la falda sur del volcán se encuentra el Monumento Nacional Guayabo, principal asentamiento indígena precolombino del país. Culturalmente, Guayabo forma parte del Área Intermedia. La presencia de ocupación por el hombre en Turrialba se remonta al menos a 10 000 años, con establecimiento de sitios monumentales entre 700 a. C. y 1300 d. C. Alrededor del sitio ceremonial, existieron aldeas que alojaban una población de 1600 a 2900 personas.
El volcán y sus recursos se hallan protegidos dentro del parque nacional Volcán Turrialba, creado por ley de la república N°1719 el 30 de julio de 1955. En el 2005, un total de 11 902 personas visitaron el parque, ubicándolo en el #14 a nivel nacional. A raíz de la actividad eruptiva iniciada en 2014-2016, el parque tuvo que ser cerrado en varias oportunidades.
El volcán Turrialba presenta bosques de tipo pluvial siempre verde montano bajo (1500-2500 msmn), muy húmedo siempre verde montano (2400-3000 msmn) y un parche de páramo en la cumbre (3000-3340 m s. n. m.). En las frías madrugadas de diciembre a febrero, puede formarse un efímero escarchado sobre las plantas y pastizales.
Se han identificado 900 especies de aves y 20 especies de mamíferos. Pueden observarse quetzales, pájaros carpinteros, paloma collereja, gavilán cola roja, jilguerillos, tanganas, comemaíz, yigüirros de montaña, colibríes y pájaro campana. Entre los mamíferos, coyotes, mofetas, ardillas, conejos, puerco espines, armados, zorrillos, zarigüeyas, perezosos de dos y tres dedos, pizotes, comadrejas y puma.
Dentro de las especies de plantas, resaltan el roble, chile muerto, jaúl, cedro dulce, ira, azahar de monte, cacho de venado, arrayán, candelillo, cipresillo, musgos, líquenes, bromelias y barbas de viejo.
En las laderas del volcán Turrialba nacen varios ríos, entre ellos el río Parismina, el río Turrialba y el río Toro Amarillo, así como numerosas quebradas.

## Acceso

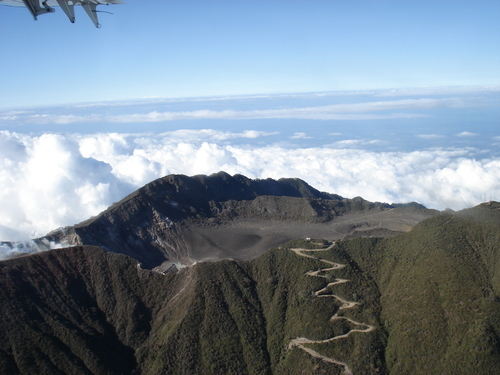
La cima del Turrialba antes del ciclo eruptivo 2014-2016.

Para llegar al volcán Turrialba se viaja hasta el pueblo La Pastora en el distrito de Santa Cruz, que está aproximadamente a dos horas de San José. Desde ahí, se desvía hacia el poblado de La Central, surgido a partir de una centenaria finca lechecha, en dónde las condiciones del camino empeoran. La caminata, durante la cual se puede apreciar a lo lejos la cordillera de Talamanca, es de unos 7 km hasta la cima. A la altura del cerro Porfía (3.329 m s. n. m.), se puede observar la totalidad de la cordillera Volcánica Central en un día despejado: el parque nacional Braulio Carrillo, los volcanes Irazú y Poás, el río Toro Amarillo, las llanuras del Caribe, la costa atlántica, el lago de Nicaragua, y los cerros Caraigres, de la Muerte y Chirripó.
Este trayecto puede tomar unas dos horas y media, pero dependiendo de la condición física de la persona, puede necesitar más o menos tiempo para completar el recorrido. El recorrido en automóvil es difícil, debido a la mala condición del camino es recomendable utilizar vehículos de doble tracción para subir a la cumbre. En la zona existen algunos hoteles de montaña para alojamiento del turista.
El observatorio Vulcanológico y Sismológico de Costa Rica ha instalado una cámara fotográfica que transmite imágenes en tiempo real para observar la actividad del volcán.

## Galería

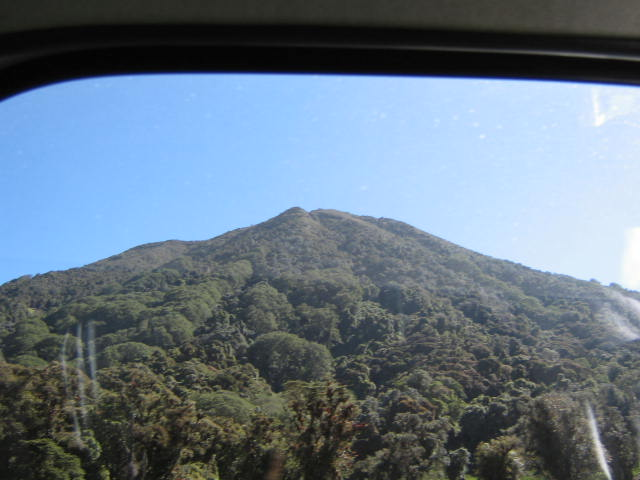
Bosque de los flancos del volcán.
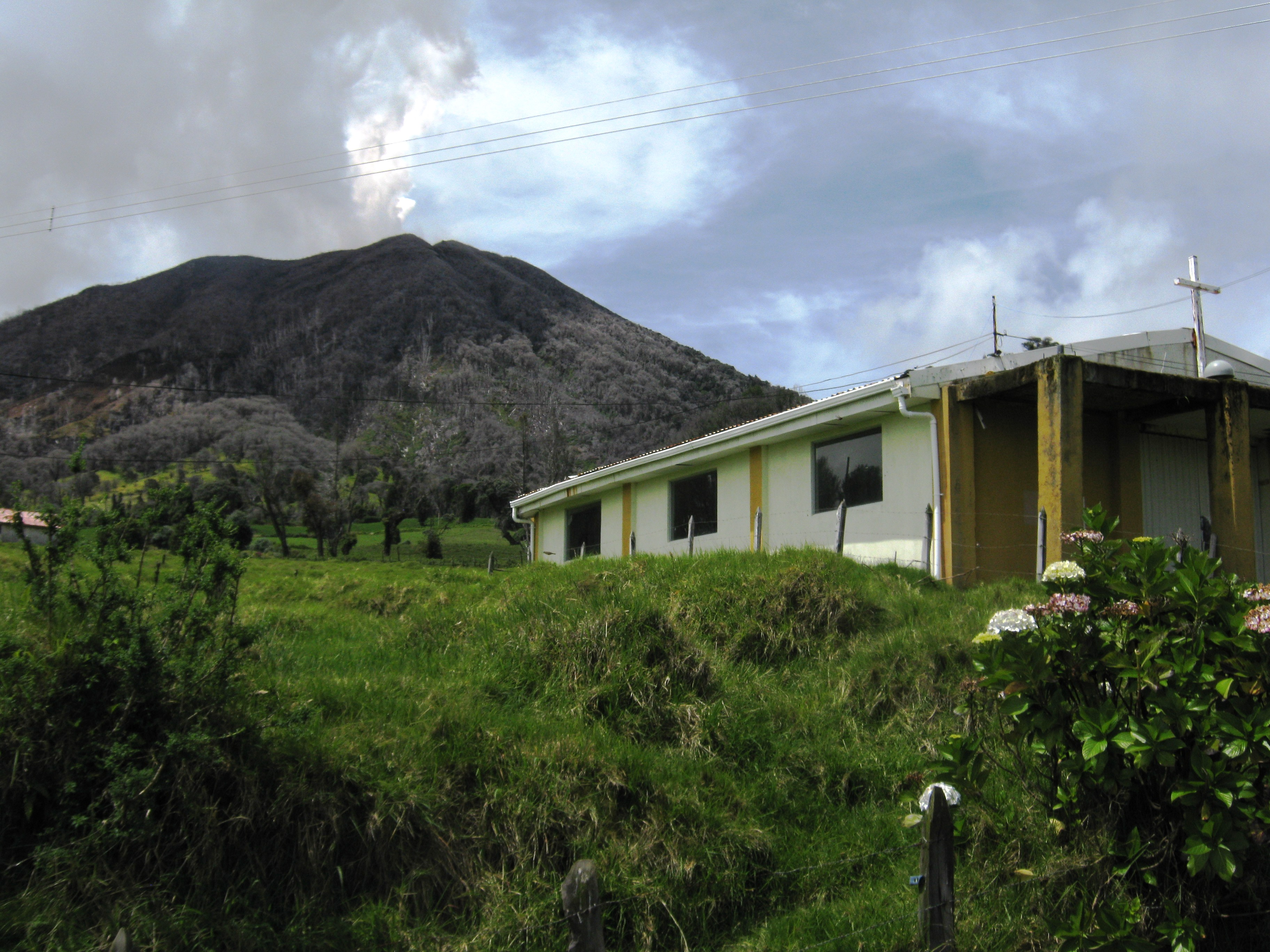
Volcán Turrialba desde La Central, se avista la iglesia.
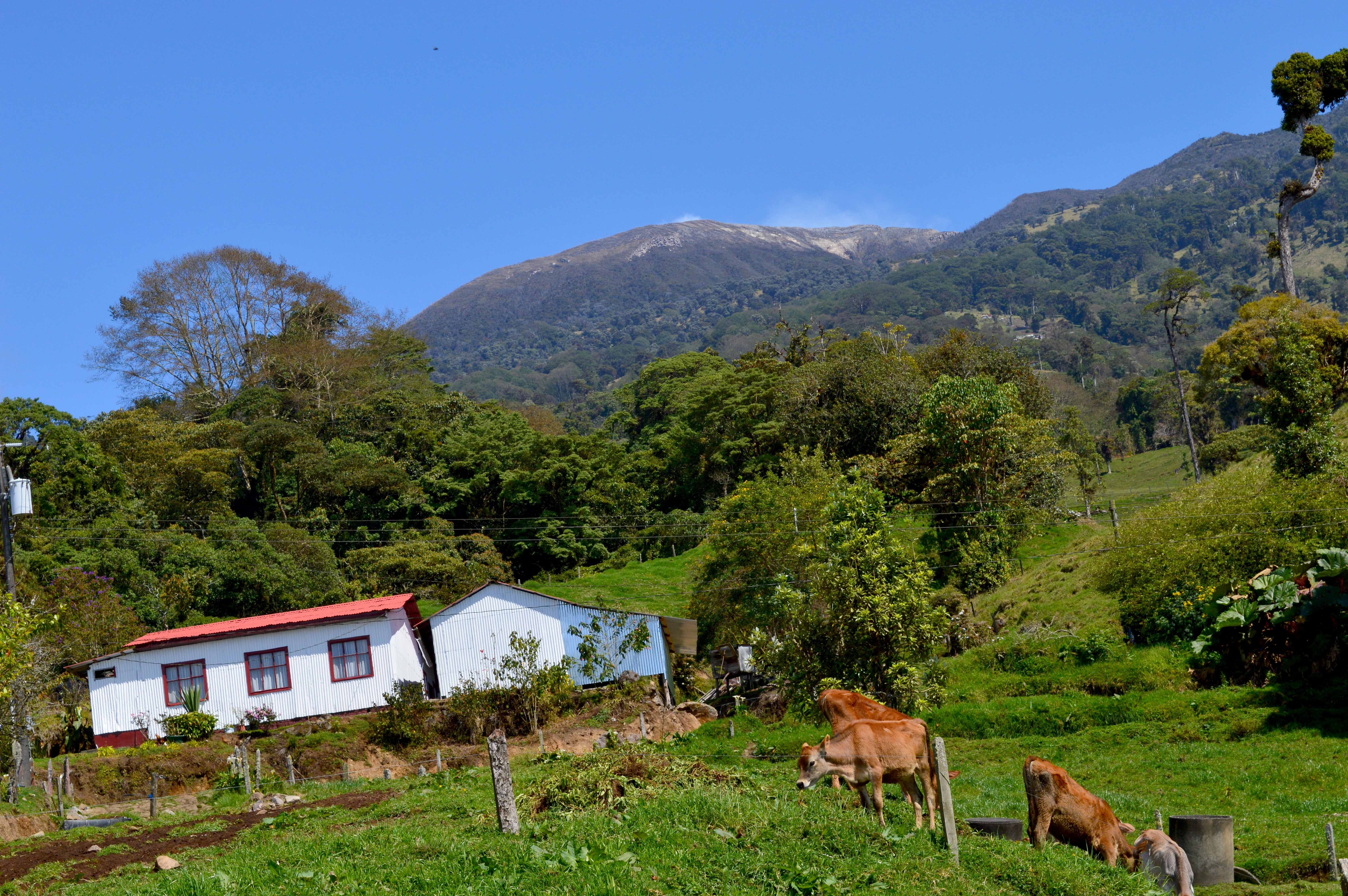
El volcán Turrialba visto desde el Santuario Los Quetzales.
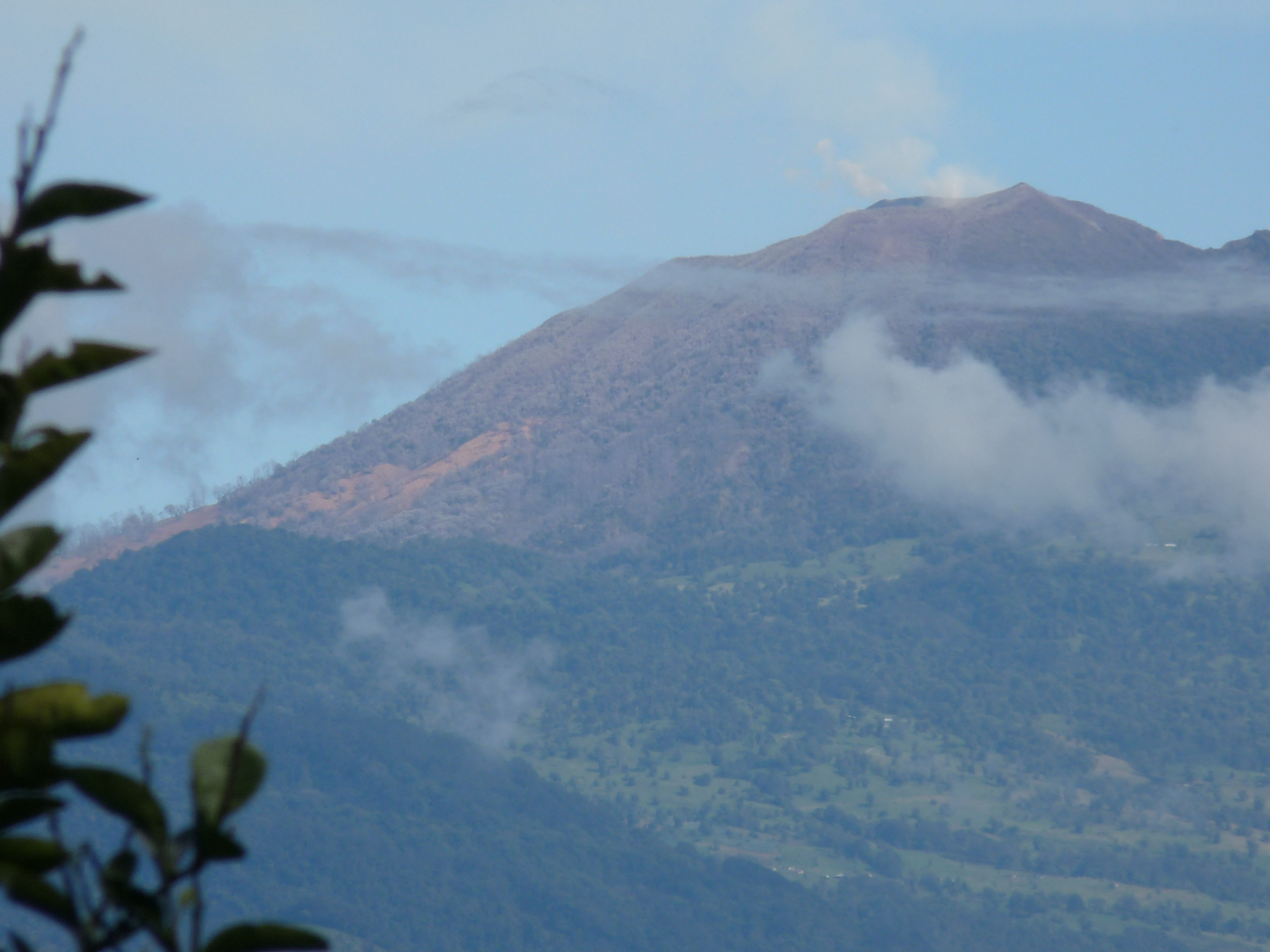
Vegetación dañada por la actividad volcánica.
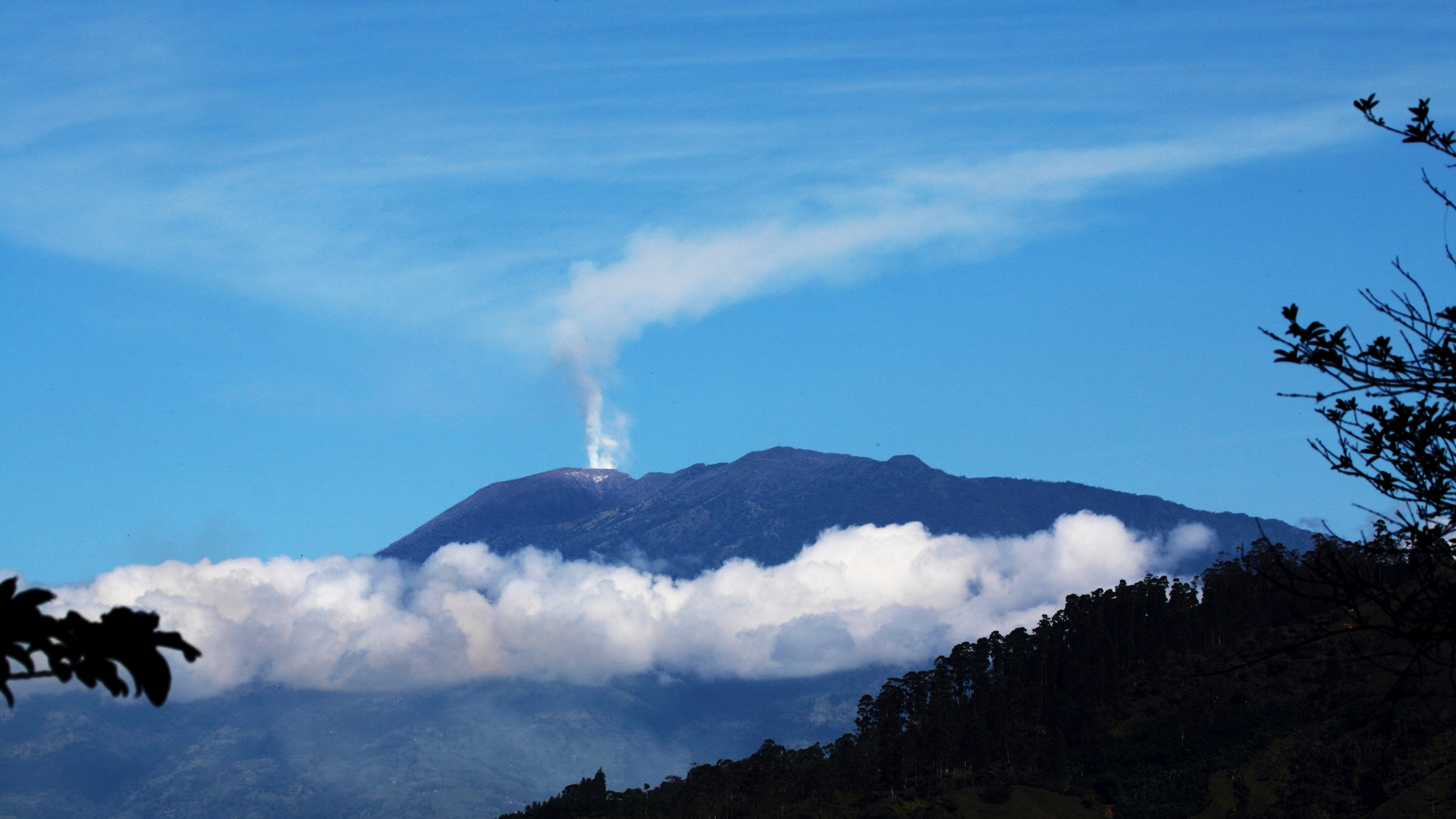
Columna de gases en 2011.
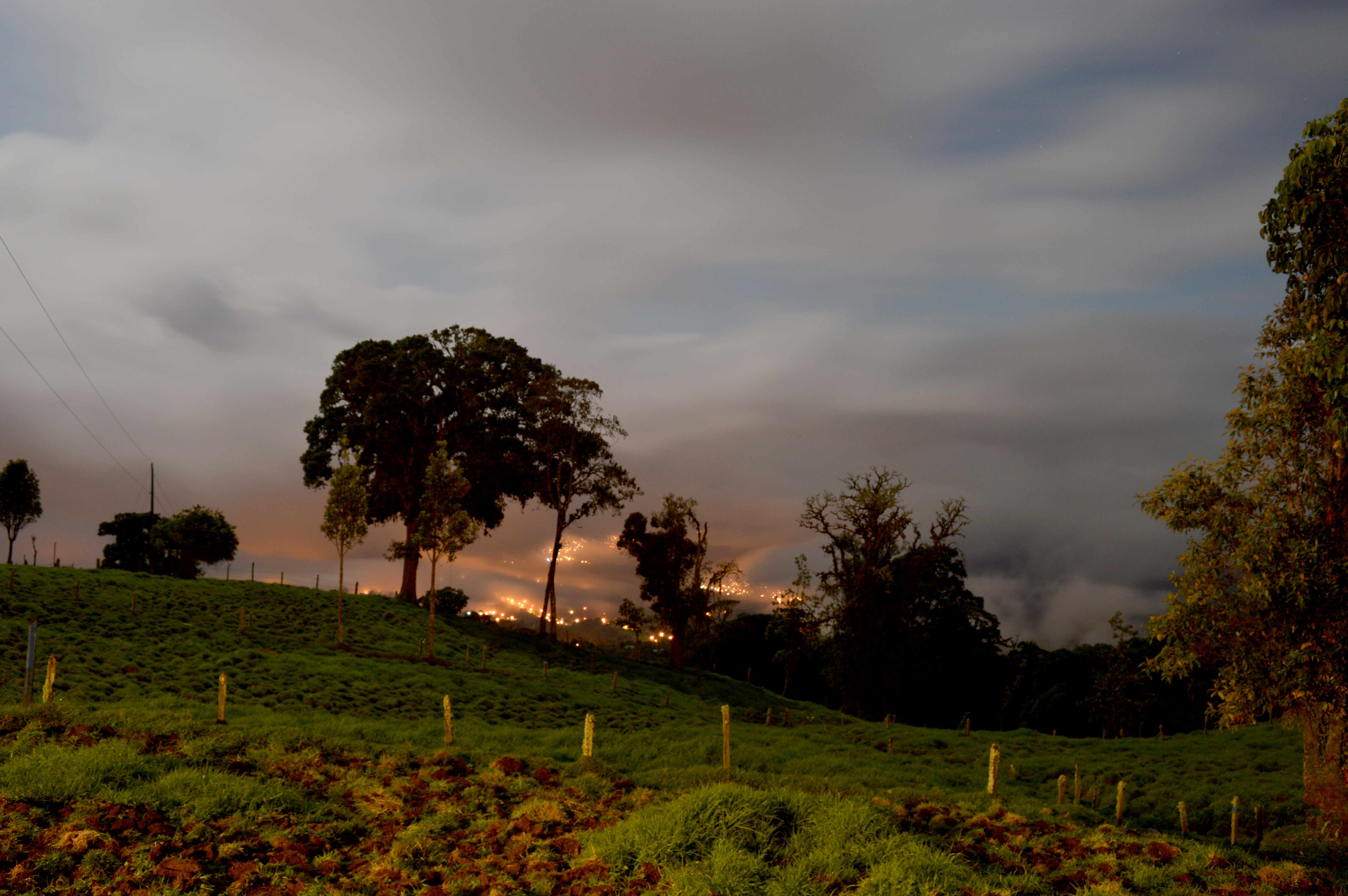
Vista de la ciudad de Turrialba desde la cima del volcán.